# Màscara d'Agamèmnon

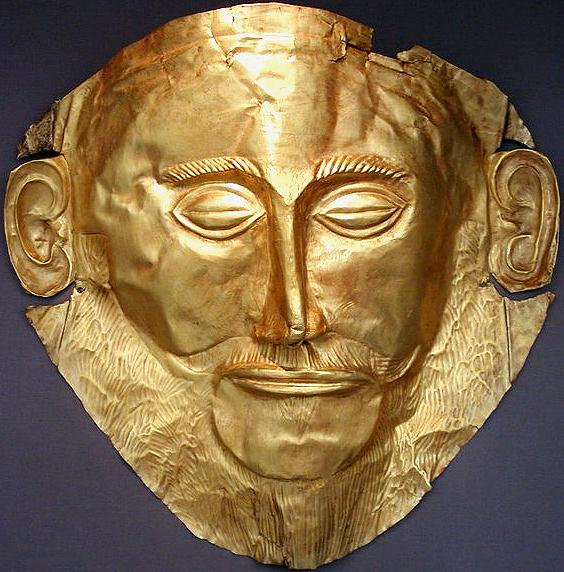
La Màscara d'Agamèmnon al Museu Arqueològic Nacional d'Atenes

La Màscara d'Agamèmnon és un objecte arqueològic descobert a l'acròpoli de Micenes el 1876 per l'arqueòleg prussià Heinrich Schliemann. Es tracta d'una màscara funerària d'or que es va trobar col·locada damunt la cara d'un cos situat a la tomba V. Schliemann va pensar que havia descobert el cos del llegendari rei grec Agamèmnon, i per aquest motiu la màscara va rebre el seu nom. Tanmateix, estudis arqueològics moderns suggereixen que la màscara podria datar-se entre 1550 i 1500 aC, cosa que la situaria en un temps anterior (uns 300 anys) al període que tradicionalment s'atribueix a la vida d'Agamèmnon. Malgrat això, ha conservat el seu nom. La màscara es troba exposada al públic al Museu Arqueològic Nacional d'Atenes.

## Excavació
Schliemann va identificar Micenes amb el regne llegendari dels átrides, llinatge al qual van pertànyer herois mítics com el rei Atreu i els seus fills Agamèmnon i Menelau.
Encara que el prussià havia visitat el jaciment de Micenes prèviament i havia obert sense permís fins a 34 talls, l'excavació no va començar oficialment fins al 1876.
Des d'aquest moment només va necessitar tres mesos per donar amb la troballa que li va donar fama: un conjunt de sis tombes de fossa vertical, l'anomenat «Cercle A», que contenia 18 individus i uns espectaculars paraments funeraris. Les tombes de fossa, es van excavar a terra, a uns 4-5 m de profunditat, presentant terra, parets i sostre. Els difunts es col·locaven al terra de la fossa, al costat del parament funerari i ofrenes d'animals; les tombes es tancaven amb bigues, i la fossa posteriorment es cobria amb terra, situant-se una estela a la part superior de cada fossa.
Datades del segle XVII aC les tombes contenien la família d'un o diversos caps guerrers o nobles. L'enorme quantitat i luxe de les peces trobades recolzen aquesta teoria. Sumen uns 15 kg d'or, copes d'aquest metall, diademes, joies, agulles o fermalls, una espasa de bronze amb empunyadura esmaltada, una daga, també de bronze, amb una escena de caça i fins a tretze esteles funeràries. Gràcies a la descoberta d'aquestes tombes, que eren la primera representació d'art micènic, es va saber que els micènics eren un poble molt comercial, amb una classe alta molt donada al luxe, així també amb una certa influència de cultures com la cretenca. El que continua sent un misteri és l'ocàs d'aquest poble quasi mític.

## Descripció
El parament trobat al cercle de tombes A, és molt ric, s'hi varen trobar corones, espases, copes, ganivets, ambre del Bàltic, i diverses màscares, la màscara d'Agamèmnon és una de les cinc descobertes al cercle de «Tombes A», tres van ser trobades a la tomba IV i a la tomba V es van trobar dos. A més a més, les cares i mans de dos nens de la tomba III es trobaven coberts per un full d'or, de les quals una tenia forats per als ulls.
Les tombes són certament de caràcter reial per la gran qualitat del parament mortuori trobat i per haver estat annexat a la ciutadella. Les cares dels homes no estaven totes cobertes per màscares, i que es tractés de guerrers ho indica la presència d'armes a les seves tombes. Les quantitats d'or i d'artefactes d'acurat disseny denoten honor, riquesa i estatus social. A més a més, el costum de cobrir a la reialesa amb or no és única.